# Confederação de Ciclismo da Ásia
As federações nacionais da UCI formam as confederações pelo continente. Na Ásia, esse corpo é o Confederação de Ciclismo da Ásia, também abreviado para ACC.

## Presidentes da Confederação de Ciclismo da Ásia
| Presidente                            | País                    | Anos | Anos     |
| ------------------------------------- | ----------------------- | ---- | -------- |
| Dr. Khaled Al-Turki                   |                         | 1993 | 1996     |
| Tan Sri Dato' Seri Darshan Singh Gill | Malásia                 | 1996 | 2005     |
| Hee Cho-wook                          | Coreia do Sul           | 2005 | 2017     |
| Osama AlShaafar                       | =Emirados Árabes Unidos | 2017 | presente |

## Federações Membro
Desde junho de 2021, a ACC consiste em 44 federações membros.
| País                   | Federação                                           |
| ---------------------- | --------------------------------------------------- |
| Afeganistão            | Federação de Ciclismo do Afeganistão                |
| Bahrein                | Associação de Ciclismo de Bahrain                   |
| Bangladesh             | Federação de Ciclismo do Bangladesh                 |
| Brunei                 | Federação de Ciclismo de Brunei Darussalam          |
| Camboja                | Federação de Ciclismo de Camboja                    |
| China                  | Associação de Ciclismo da China                     |
| Taipé Chinesa          | Federação de Ciclismo do Taipé Chinês               |
| Hong Kong              | Associação de Ciclismo de Hong Kong                 |
| Índia                  | Federação de Ciclismo da Índia                      |
| Indonésia              | Federação de Ciclismo da Indonésia                  |
| Irão                   | Federação de Ciclismo da República Islâmica do Irão |
| Iraque                 | Federação de Ciclismo do Iraque                     |
| Japão                  | Federação de Ciclismo do Japão                      |
| Jordânia               | Federação de Ciclismo da Jordânia                   |
| Cazaquistão            | Federação de Ciclismo do Cazaquistão                |
| Kuwait                 | Federação de Atletismos e Ciclismo do Kuwait        |
| Quirguistão            | Federação de Ciclismo do Quirguistão                |
| Laos                   | Federação de Ciclismo de Laos                       |
| Líbano                 | Federação de Ciclismo do Líbano                     |
| Macau                  | Associação de Ciclismo de Macau                     |
| Malásia                | Federação de Ciclismo de Malásia                    |
| Maldivas               | Federação de Ciclismo das Maldivas                  |
| Mongólia               | Federação de Ciclismo da Mongólia                   |
| Myanmar                | Federação de Ciclismo de Mianmar                    |
| Nepal                  | Federação de Ciclismo de Nepal                      |
| Coreia do Norte        | Federação de Ciclismo da Coreia do Norte            |
| Omã                    | Associação de Ciclismo do Omã                       |
| Paquistão              | Federação de Ciclismo do Paquistão                  |
| Palestina              | Federação de Ciclismo da Palestina                  |
| Filipinas              | Federação Integrada de Ciclismo das Filipinas       |
| Catar                  | Federação de Ciclismo do Catar                      |
| Arábia Saudita         | Federação de Ciclismo Saudita                       |
| Singapura              | Federação de Ciclismo da Singapura                  |
| Coreia do Sul          | Federação de Ciclismo da Coreia do Sul              |
| Sri Lanka              | Federação de Ciclismo do Sri Lanka                  |
| Síria                  | Federação de Ciclismo da Síria Árabe                |
| Tajiquistão            | Federação de Ciclismo do Tajiquistão                |
| Tailândia              | Federação de Ciclismo da Tailândia                  |
| Timor-Leste            | Federação de Ciclismo de Timor-Leste                |
| Turquemenistão         | Federação de Ciclismo do Turquemenistão             |
| Emirados Árabes Unidos | Federação de Ciclismo da UAE                        |
| Uzbequistão            | Federação de Ciclismo do Uzbequistão                |
| Vietname               | Federação de Ciclismo do Vietname                   |
| Iêmen                  | Federação de Ciclismo do Iémen                      |

## Representante da Ásia para a UCI Comissão de Gestão

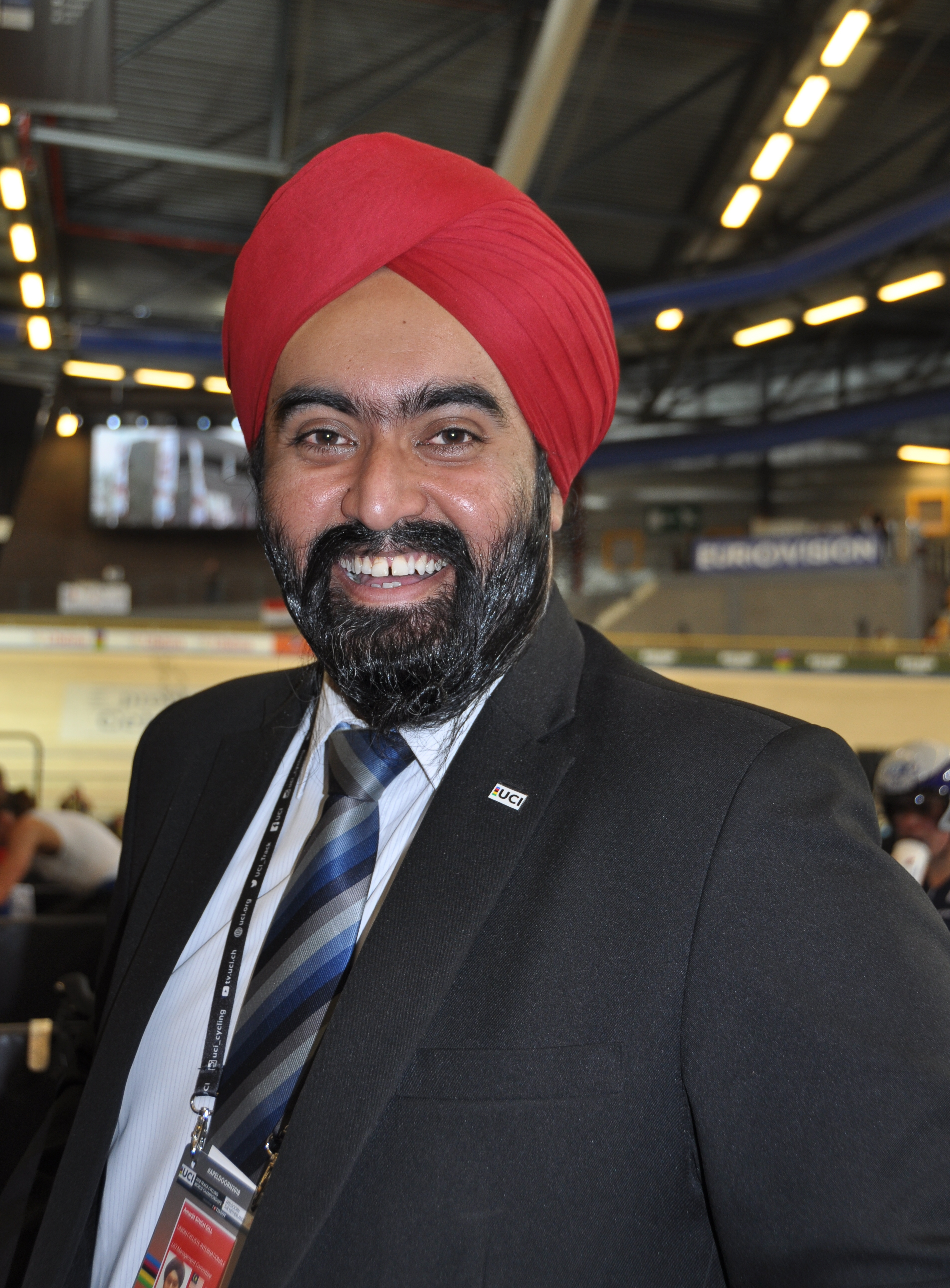
Dato' Amarjit Singh Gill (2018)

| Nome                     | País                    | Anos | Anos     |                                                  |
| ------------------------ | ----------------------- | ---- | -------- | ------------------------------------------------ |
| Osama Al Shaafar         | =Emirados Árabes Unidos | 2017 | presente | Automaticamente como ACC Presidente              |
| Dato' Amarjit Singh Gill | Malásia                 | 2017 | presente | Eleito em Bergen, Noruega, em UCI Congresso 2017 |